# Európai Unió
Az Európai Unió (röviden EU) gazdasági és politikai egyesülés, melyet 27 európai ország alkot. A regionális integráció iránt elkötelezett szervezet 1993. november 1-jével jött létre az 1992. február 7-én aláírt maastrichti szerződéssel az Európai Gazdasági Közösség 12 tagországából. A csaknem 450 milliós népességű unió a világ nominális GDP-jének mintegy 30%-át állítja elő (2008-ban 18,4 billió dollár értékben).

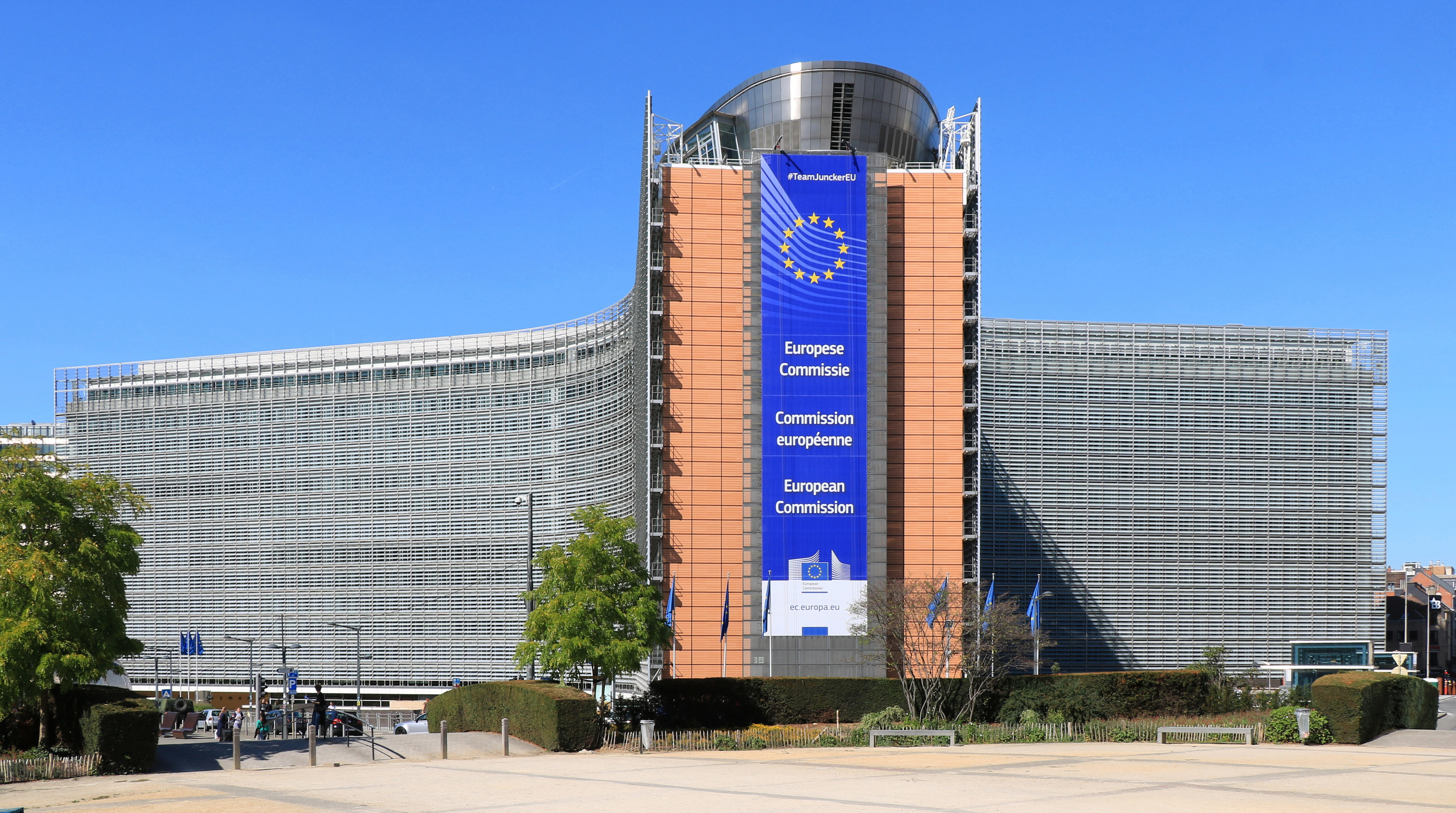
Az Európai Bizottság épülete

Az Európai Unió nem egy állam, így állampolgárai, illetve fővárosa sem lehet. Az EU elődjének is tekinthető 1951-ben alakult Európai Szén- és Acélközösség intézményeinek az alapító 6 ország (Benelux államok, Franciaország, NSZK, Olaszország) megegyezése szerint és egymás között kialkudott kompromisszum eredményeként lett Brüsszel az Európai Unió intézményeinek székhelye. Az Európai Parlament elődjének tekinthető. A közgyűlés székhelye Strasbourg lett. A történelem során kialakult ellentétek és szövetségek miatt is olyan megoldáshoz akartak jutni az alapító országok akkori vezetői, hogy a későbbiek folyamán ebből ne legyen konfliktus. Ezen kívül számos uniós ügynökség székhelye található más uniós tagállamban.
Az EU egységes piacot hozott létre egy egységesített jogrendszer révén, így biztosítva a személyek, áruk, szolgáltatások és tőke szabad áramlását. Közös politikát folytat a kereskedelem, mezőgazdaság, halászat, valamint a regionális fejlesztés területén. 20 tagállamban közös fizetőeszközt is bevezettek, az eurót; ezek az országok alkotják az eurózónát. Az EU egy korlátozott külpolitikai szerepre is szert tett; képviselete van a Kereskedelmi Világszervezetnél, a G8-nál, a G20-nál és az ENSZ-nél. Igazságügyi és belügyi területen is alkot szabályokat, beleértve a schengeni övezetet alkotó tagállamok között a határőrizet felszámolását.
Az unió működésében a nemzetekfölöttiség és a kormányköziség jegyei keverednek. A döntéseket egyes területeken a tagállamok közötti tárgyalások alapján hozzák, míg más területek független, nemzetek feletti intézmények felelősségi körébe tartoznak, ahol nem szükséges a tagállamok teljes egyetértése. Az EU fontos intézményei és szervei között található az Európai Bizottság, az Európai Unió Tanácsa, az Európai Tanács, az Európai Unió Bírósága, Európai Központi Bank és az Európai Számvevőszék. Az Európai Parlament tagjait öt évre választják a tagállamok állampolgárai, akik egyben európai uniós polgárok is.
Az Európai Unió gyökerei a hat állam által 1951-ben létrehozott Európai Szén- és Acélközösségig, illetve az 1957-es Római szerződésig nyúlnak vissza. Azóta területileg jelentősen kibővült, és intézményeinek hatáskörét is fokozatosan kiterjesztették. Magyarország más országokkal együtt 2004. május 1-jén vált az Unió tagjává. 2020-ban az Egyesült Királyság elhagyta a közösséget.

## Története
A második világháborút követően az európai egység gondolata nagyon népszerű volt. Nyugat-Európában a közvélemény és a politikusok nagy része ebben látta egy következő világégés megakadályozásának lehetőségét, leginkább az elmúlt századokban periodikusan ismétlődő német–francia összecsapások lehetőségének kiküszöbölését. Az európai népek egyesítésében annak eszközét is látták, hogy az Amerikai Egyesült Államok és a Szovjetunió növekvő befolyásával szemben Európa visszanyerheti nemzetközi szerepét. Ebbe az irányba az egyik konkrét lépés az Európai Szén- és Acélközösség létrehozása volt, amelyre visszafogott céljai (tagállamai addig állami irányítású szén- és acéliparának közös irányítás alá rendelése) mellett Európa egyesítésének első lépéseként tekintettek. A Közösség kezdeményezői és támogatói között volt Jean Monnet, Konrad Adenauer, Robert Schuman, Paul Henri Spaak és Alcide de Gasperi. Az 1951. április 18-i párizsi szerződést aláíró alapító tagjai Belgium, Franciaország, Hollandia, Luxemburg, Nyugat-Németország és Olaszország.
1957-ben ez a hat ország aláírta a római szerződést, amely kibővítette az Európai Szén- és Acélközösség keretében zajló együttműködést, és megalapította az Európai Gazdasági Közösséget (EGK), valamint az Európai Atomenergia Közösséget (Euratom) az atomenergia fejlesztésében való együttműködésre. 1965-ben elfogadták az egyesülési szerződést, amely 1967 júliusában összevonta az ESZAK, az EGK és az Euratom addig párhuzamosan működő intézményeit, amelyeket együtt az Európai Közösségek névvel illettek, viszont a szerződéssel csak az intézményeket vonták össze, önálló jogalanyiságukat a szervezetek megőrizték.
1973-ban a Közösségeket kibővítették Dánia, Írország és az Egyesült Királyság csatlakozásával. Norvégia is tárgyalásokat folytatott az egyidejű csatlakozásról, de a lakosság népszavazáson elutasította a tagságot. 1979-ben megtartották az első közvetlen, demokratikus választásokat az Európai Parlamentbe. Görögország 1981-ben, Spanyolország és Portugália pedig 1986-ban csatlakozott. 1985-ben aláírták a schengeni egyezményt, amely lehetővé tette az útlevélvizsgálat nélküli határátlépést a legtöbb tagállam és néhány nem-tagállam között. Továbbá 1986-ban kezdték használni az Európai zászlót az Európai Közösségek jelképeként, és ebben az évben írták alá az Egységes Európai Okmányt is.

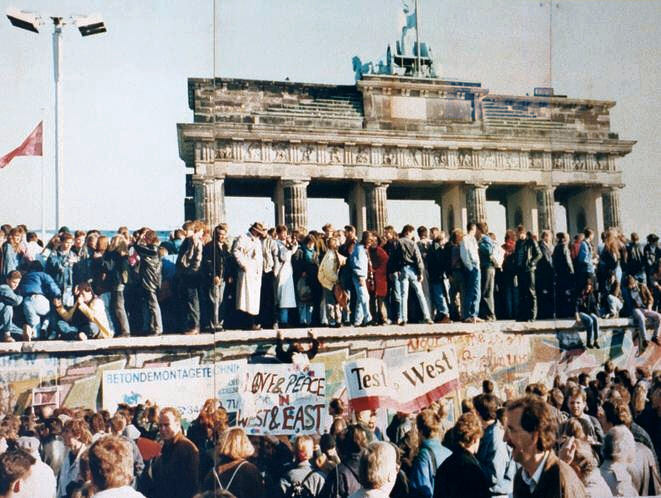
A vasfüggöny lebontása lehetővé tette az unió keleti irányú bővítését (a képen a berlini fal leomlása látható)

1990-ben, a vasfüggöny lebontása után a korábbi Kelet-Németország a Közösségek tagja lett az újjáegyesített Németország részeként. Mivel a kelet-közép-európai bővítés is napirendre került, megállapították a tagjelöltek által teljesítendő koppenhágai kritériumokat. Az Európai Unió hivatalosan a maastrichti szerződés 1993. november 1-jei hatályba lépésével jött létre. 1995-ben Ausztria, Svédország és Finnország csatlakozott az újonnan létrehozott unióhoz. 2002-ben 12 tagállamban a nemzeti fizetőeszközöket felváltotta az euró, és azóta az eurózóna 20 országra bővült, legutóbb Horvátország, 2023. január 1-jei csatlakozásával.
2004. május 1-jén került sor az EU történetének eddigi legnagyobb bővítésére, amikor Ciprus, Csehország, Észtország, Lengyelország, Lettország, Litvánia, Magyarország, Málta, Szlovákia és Szlovénia belépett az unióba, amelynek így 25 tagállama lett. 2007. január 1-jén Románia és Bulgária lettek az unió tagjai, Szlovénia pedig – első volt jugoszláv tagállamként – bevezette az eurót. Ugyanazon év decemberében az európai vezetők aláírták a lisszaboni szerződést, amely a francia és holland választók szavazatain elbukott Európai Alkotmányt volt hivatott felváltani. A szerződés sorsa is bizonytalanná vált a 2008. júniusi ír népszavazási kudarc után, de a 2009. október 2-i megismételt szavazáson a választók kétharmada támogatta a szerződést, és miután utolsóként Csehország is ratifikálta a szerződést, elhárultak az akadályok az életbe lépése elől. 2008-ban az eurózóna tagja lett Ciprus és Málta. 2009. július 23-án Izland benyújtotta hivatalos tagfelvételi kérelmét, de 2015 márciusában visszavonta., ugyanebben az évben vezette be az eurót Szlovákia. 2011-ben Észtország – a volt szovjet tagállamok közül elsőként – csatlakozott az eurózónához. 2013. július 1-jén Horvátország is csatlakozott az Unióhoz. 2014-ben Lettországban, majd 2015-ben Litvániában is bevezették az eurót.
2016. június 23-án az Egyesült Királyság népszavazás útján a kilépés mellett döntött ("Brexit"). Ennek hatására David Cameron másnap lemondott.
2017. május 17-én az Európai Unió parlamentje az uniós alapszerződés addig soha nem alkalmazott 7. cikkelye alapján Magyarország szankcionálására fogadott el határozattervet és megkezdte az eljárás előkészítését. A határozati javaslatot az EP minden frakciója, köztük a Fidesz pártcsoportja, az Európai Néppárt is elfogadta.
2020. január 31-én (magyar idő szerint éjfélkor) az Egyesült Királyság 47 év után hivatalosan kilépett az Európai Unióból.
2023-ban Horvátország belépett az eurózónába és a Schengeni övezetbe.
2025-ben Románia és Bulgária csatlakozott a Schengeni övezethez.
2026-ban Bulgária is csatlakozik az eurózónához.

## Földrajz

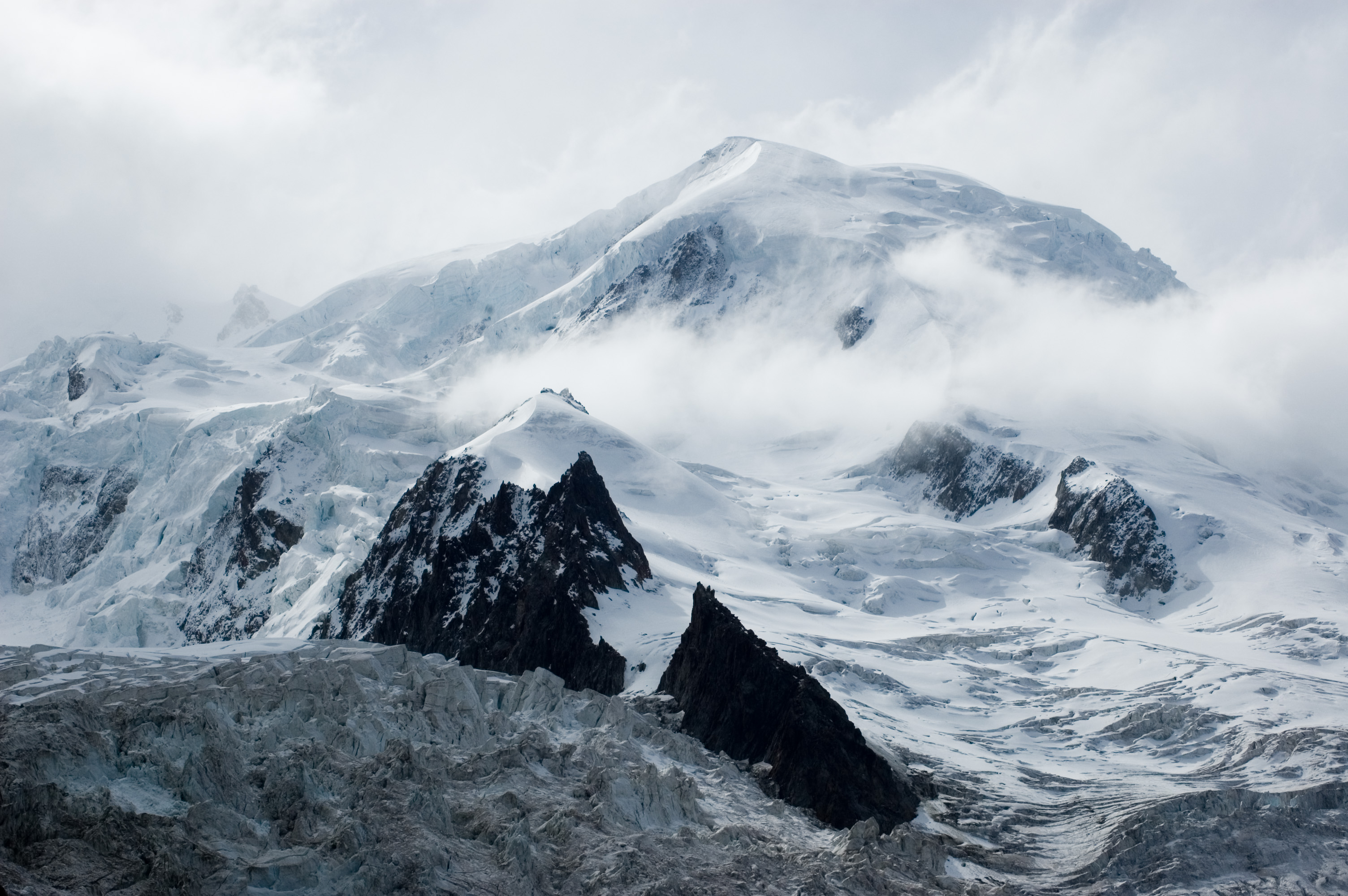
Az Alpokban található Mont Blanc, ami az Európai Unió legmagasabb pontja

Az Unió biogeográfiai régiói (angol nyelvű)

Az Európai Unió területe – néhány, alább részletezett kivételtől eltekintve – 27 tagállamának területéből tevődik össze. Földrajzi kiterjedése nem egyezik meg Európáéval, mivel a kontinens egyes részei, mint például Svájc, Norvégia, Izland, Ukrajna, Albánia, Oroszország európai része vagy éppen a délszláv államok (Bulgária, Horvátország és Szlovénia kivételével), az unión kívül találhatók.
A tagállamok egyes területei nem képezik az unió részét annak ellenére, hogy földrajzilag Európában találhatók, ilyen például a Dániához tartozó Feröer. Az EU-tag Ciprus közelebb esik Törökországhoz, mint az európai kontinenshez, és földrajzilag Ázsia részének tekintik.
Néhány uniós tagállamhoz tartozó, de Európán kívüli terület szintén nem része az EU-nak, mint Grönland, Aruba, az egykori Holland Antillák ma már különálló részei.
Egyes tengerentúli területek tagjai az uniónak annak ellenére, hogy nem Európában találhatóak, ilyenek:
- az Azori-szigetek és Madeira (Portugália)
- a Kanári-szigetek, valamint Ceuta és Melilla (Spanyolország)
- Francia Guyana, Guadeloupe, Martinique, Réunion (Franciaország).

Ezenkívül – jóllehet jogilag az EU része – az uniós jog fel van függesztve Észak-Cipruson, amely gyakorlatilag a csak Törökország által elismert Észak-Ciprusi Török Köztársaság ellenőrzése alatt áll.
Az EU területe 4 233 262 km², amelyet mindössze hat ország területe múl felül. Legmagasabb pontja a 4807 m magas Mont Blanc az Alpokban. Az unió tájképét, éghajlatát és gazdaságát erősen meghatározza 53 564 km hosszú partvonala, amelyet hosszúságában csak Kanadáé halad meg. A tagállamoknak összesen 22 nem tagállammal van szárazföldi határa, összesen 13 271 km hosszúságban (csak európai adat), ami az ötödik leghosszabbnak számít a világon. A Francia Nemzeti Földrajzi Intézet (IGN) szerint az EU földrajzi középpontja Németországban, a Bajorországban fekvő Würzburg járás Gadheim nevű településén van. Az Európai Unió legészakibb pontja a finnországi Nuorgam község, a legdélibb pontja Punta de Tarifa Spanyolországban, a legnyugatibb pontja a portugáliai Cabo da Roca, valamint a legkeletibb pontja a ciprusi Rizukarpasonál található.

## Tagállamai és további érdekelt országok
|    |
| 1  |
| 2  |
| 3  |
| 4  |
| 5  |
| 6  |
| 7  |
| 8  |
| 9  |
| 10 |
| 11 |
| 12 |
| 13 |
| 14 |
| 15 |
| 16 |
| 17 |
| 18 |
| 19 |
| 20 |
| 21 |
| 22 |
| 23 |
| 24 |
| 25 |
| 26 |
| 27 |
| -- |

| Ország        | Főváros    | Csatlakozás     | Népesség   | Terület (km²) |
| ------------- | ---------- | --------------- | ---------- | ------------- |
| Ausztria      | Bécs       | 1995. január 1. | 8 858 775  | 83 855        |
| Belgium       | Brüsszel   | 1952 (alapító)  | 11 476 279 | 30 528        |
| Bulgária      | Szófia     | 2007. január 1. | 7 000 039  | 110 994       |
| Ciprus        | Nicosia    | 2004. május 1.  | 1 189 265  | 9 251         |
| Csehország    | Prága      | 2004. május 1.  | 10 649 800 | 78 866        |
| Dánia         | Koppenhága | 1973. január 1. | 5 827 463  | 43 075        |
| Észtország    | Tallinn    | 2004. május 1.  | 1 324 820  | 45 227        |
| Finnország    | Helsinki   | 1995. január 1. | 5 522 858  | 338 424       |
| Franciaország | Párizs     | 1952 (alapító)  | 67 795 000 | 674 843       |
| Görögország   | Athén      | 1981. január 1. | 10 768 477 | 131 990       |
| Hollandia     | Amszterdam | 1952 (alapító)  | 17 181 084 | 41 543        |
| Horvátország  | Zágráb     | 2013. július 1. | 4 076 246  | 56 594        |
| Írország      | Dublin     | 1973. január 1. | 4 921 500  | 70 273        |
| Lengyelország | Varsó      | 2004. május 1.  | 38 386 000 | 312 685       |
| Lettország    | Riga       | 2004. május 1.  | 1 934 379  | 64 589        |
| Litvánia      | Vilnius    | 2004. május 1.  | 2 790 842  | 65 200        |
| Luxemburg     | Luxembourg | 1952 (alapító)  | 613 900    | 2 586         |
| Magyarország  | Budapest   | 2004. május 1.  | 9 772 756  | 93 030        |
| Málta         | Valletta   | 2004. május 1.  | 493 559    | 316           |
| Németország   | Berlin     | 1952 (alapító)  | 82 979 100 | 357 021       |
| Olaszország   | Róma       | 1952 (alapító)  | 60 359 546 | 301 338       |
| Portugália    | Lisszabon  | 1986. január 1. | 10 374 822 | 92 390        |
| Románia       | Bukarest   | 2007. január 1. | 19 401 658 | 238 391       |
| Spanyolország | Madrid     | 1986. január 1. | 47 650 000 | 504 030       |
| Svédország    | Stockholm  | 1995. január 1. | 10 327 589 | 449 964       |
| Szlovákia     | Pozsony    | 2004. május 1.  | 5 439 892  | 49 035        |
| Szlovénia     | Ljubljana  | 2004. május 1.  | 2 066 880  | 20 273        |

|    |
| 1  |
| 2  |
| 3  |
| 4  |
| 5  |
| 6  |
| 7  |
| 8  |
| 9  |
| 10 |
| 11 |
| 12 |
| 13 |
| 14 |
| 15 |
| 16 |
| 17 |
| 18 |
| 19 |
| 20 |
| 21 |
| 22 |
| 23 |
| 24 |
| 25 |
| 26 |
| 27 |
| -- |

| Ország        | Főváros    | Csatlakozás     | Népesség   | Terület (km²) |
| ------------- | ---------- | --------------- | ---------- | ------------- |
| Ausztria      | Bécs       | 1995. január 1. | 8 858 775  | 83 855        |
| Belgium       | Brüsszel   | 1952 (alapító)  | 11 476 279 | 30 528        |
| Bulgária      | Szófia     | 2007. január 1. | 7 000 039  | 110 994       |
| Ciprus        | Nicosia    | 2004. május 1.  | 1 189 265  | 9 251         |
| Csehország    | Prága      | 2004. május 1.  | 10 649 800 | 78 866        |
| Dánia         | Koppenhága | 1973. január 1. | 5 827 463  | 43 075        |
| Észtország    | Tallinn    | 2004. május 1.  | 1 324 820  | 45 227        |
| Finnország    | Helsinki   | 1995. január 1. | 5 522 858  | 338 424       |
| Franciaország | Párizs     | 1952 (alapító)  | 67 795 000 | 674 843       |
| Görögország   | Athén      | 1981. január 1. | 10 768 477 | 131 990       |
| Hollandia     | Amszterdam | 1952 (alapító)  | 17 181 084 | 41 543        |
| Horvátország  | Zágráb     | 2013. július 1. | 4 076 246  | 56 594        |
| Írország      | Dublin     | 1973. január 1. | 4 921 500  | 70 273        |
| Lengyelország | Varsó      | 2004. május 1.  | 38 386 000 | 312 685       |
| Lettország    | Riga       | 2004. május 1.  | 1 934 379  | 64 589        |
| Litvánia      | Vilnius    | 2004. május 1.  | 2 790 842  | 65 200        |
| Luxemburg     | Luxembourg | 1952 (alapító)  | 613 900    | 2 586         |
| Magyarország  | Budapest   | 2004. május 1.  | 9 772 756  | 93 030        |
| Málta         | Valletta   | 2004. május 1.  | 493 559    | 316           |
| Németország   | Berlin     | 1952 (alapító)  | 82 979 100 | 357 021       |
| Olaszország   | Róma       | 1952 (alapító)  | 60 359 546 | 301 338       |
| Portugália    | Lisszabon  | 1986. január 1. | 10 374 822 | 92 390        |
| Románia       | Bukarest   | 2007. január 1. | 19 401 658 | 238 391       |
| Spanyolország | Madrid     | 1986. január 1. | 47 650 000 | 504 030       |
| Svédország    | Stockholm  | 1995. január 1. | 10 327 589 | 449 964       |
| Szlovákia     | Pozsony    | 2004. május 1.  | 5 439 892  | 49 035        |
| Szlovénia     | Ljubljana  | 2004. május 1.  | 2 066 880  | 20 273        |

### Tagjelöltek
- Törökország az Európai Unió hivatalos tagjelöltje 1999 óta, bár csatlakozásának időpontjára nincs konkrét becslés. Számos jelenlegi tagországban jelentős ellenállás van tagságával szemben. (Lásd még: Törökország csatlakozása az Európai Unióhoz)
- Észak-Macedónia 2005. december 17. óta az EU hivatalos tagjelöltje, azonban a csatlakozási tárgyalásokat nem indították meg, mivel az ország még nem tudta teljesíteni a koppenhágai kritériumokat, valamint Bulgária is ellenezte ezt nemzetiségi kérdések miatt. 2022 nyarán Bulgária visszavonta vétóját, és a tárgyalásokat az EU hamarosan megindítja (a tárgyalások előkészítése folyamatban van).[40][41][42]
- Montenegró 2010. december 17-én vált hivatalos tagjelöltté,[43] a tárgyalások 2012. június 29-én kezdődtek.[44]
- Szerbia 2009. december 19-én nyújtotta be az uniós tagság iránti kérelmét és 2012. március 1-én vált tagjelöltté. A tárgyalások 2014 januárjában megkezdődtek.[45][46]
- Albánia 2009. április 24-én nyújtotta be az uniós tagság iránti kérelmét és 2014 júniusától vált tagjelöltté. A csatlakozási tárgyalásokat 2022 júliusában kezdték meg.[42][47]
- Ukrajna a 2022-es orosz invázió után 2022 februárjában adta be a csatlakozási kérelmét és 2022. június 23-án vált tagjelölté.[48] A tárgyalások 2023 decemberében kezdődtek.[49] (Lásd még: Ukrajna csatlakozása az Európai Unióhoz)
- Moldova 2022 márciusában kérte felvételét és 2022. június 23-án, Ukrajnával együtt vált tagjelöltté.[48] A tárgyalások 2023 decemberében kezdődtek.[49]
- Bosznia-Hercegovina 2016 februárjában adta be a csatlakozási kérelmét és 2022. december 15-én vált tagjelöltté.[50]
- Grúzia 2022. március 3-án uniós tagság iránti kérelmet nyújtott be és 2023. december 14-én vált tagjelöltté.[49][51]

### Potenciális tagjelöltek
- Koszovó 2022 decemberében nyújtotta be az uniós tagság iránti kérelmét.[52]

### Egyéb államok
Andorra, Izland, Liechtenstein, Monaco, Norvégia, San Marino, Svájc és a Vatikán nem tagállamok, de külön megállapodásokat kötöttek az Unióval. Az Európai Szabadkereskedelmi Társulás (EFTA) tagjai Svájc kivételével az Európai Gazdasági Térséget létrehozó egyezmény részesei, ezek az országok részesei a közös piacnak. Az Európai Unió továbbá 1975 óta együttműködik 77 egykori gyarmati országgal az afrikai, karib és csendes-óceáni régióból az ACP program keretében.
Fehéroroszország álláspontja ismeretlen, de 2022-ben az Ukrajna elleni orosz invázió során tanúsított szerepvállalása alapján a közeljövőben nem várható közeledés.
Visszalépett:
Az izlandi parlament 2009. július 16-án döntött szűk többséggel a csatlakozási kérelem benyújtásáról, amelyre július 23-án került sor. A csatlakozási tárgyalások ezt követően 2010 februárjában kezdődtek meg, 2013-ban azonban az új kormány felfüggesztette őket. 2015 márciusában Izland visszavonta az európai uniós csatlakozásra vonatkozó kérelmét. (Lásd még: Izland csatlakozása az Európai Unióhoz)
Kilépett:
Az Egyesült Királyság 1973. január 1-jén csatlakozott az Unió elődjének számító Európai Gazdasági Közösségbe, majd 2020. január 31-én kilépett. (Lásd még: Brexit)

## Az Unió joga

### Elsődleges joganyag az alapító szerződések
Az Unió elsődleges joganyagát az Európai Unióról szóló szerződés (EUSZ) és az Európai Unió működéséről szóló szerződés (EUMSZ) (együttesen: az alapító szerződések) képezi. A lisszaboni szerződés elfogadását követően az Európai Unió Alapjogi Chartája az alapító szerződésekkel azonos jogi kötőerővel bír.
| Aláírva Hatályban Szerződés   | 1948 Brüsszeli szerződés                                    | 1951 1952 Párizsi szerződés                 | 1954 1955 A brüsszeli szerződés módosítása  | 1957 1958 Római szerződés                   | 1965 1967 Egyesítő szerződés                | 1975 Az Európai Tanács döntése          | 1986 1987 Egységes Európai Okmány       | 1992 1993 Maastrichti szerződés         | 1992 1993 Maastrichti szerződés | 1997 1999 Amszterdami szerződés | 2001 2003 Nizzai szerződés | 2007 2009 Lisszaboni szerződés | 2007 2009 Lisszaboni szerződés |  |  |  |  |  |  |  |  |
|                               |                                                             |                                             |                                             |                                             |                                             |                                         |                                         |                                         |                                 |                                 |                            |                                |                                |  |  |  |  |  |  |  |  |
| Az Európai Unió három pillére |                                                             |                                             |                                             |                                             |                                             |                                         |                                         |                                         |                                 |                                 |                            |                                |                                |  |  |  |  |  |  |  |  |
| Európai Közösségek            |                                                             |                                             |                                             |                                             |                                             |                                         |                                         |                                         |                                 |                                 |                            |                                |                                |  |  |  |  |  |  |  |  |
|                               | Európai Atomenergia Közösség (EURATOM)                      |                                             |                                             |                                             |                                             |                                         |                                         |                                         |                                 |                                 |                            |                                |                                |  |  |  |  |  |  |  |  |
|                               |                                                             |                                             | Európai Szén- és Acélközösség (ESZAK)       | Európai Szén- és Acélközösség (ESZAK)       | Európai Szén- és Acélközösség (ESZAK)       | A szerződés 2002-ben hatályát vesztette | A szerződés 2002-ben hatályát vesztette | A szerződés 2002-ben hatályát vesztette |                                 | Európai Unió (EU)               | Európai Unió (EU)          |                                |                                |  |  |  |  |  |  |  |  |
|                               |                                                             |                                             | Európai Gazdasági Közösség (EGK)            | Európai Gazdasági Közösség (EGK)            | Európai Gazdasági Közösség (EGK)            |                                         |                                         | Európai Közösség (EK)                   | Európai Közösség (EK)           | Európai Unió (EU)               | Európai Unió (EU)          |                                |                                |  |  |  |  |  |  |  |  |
|                               |                                                             | TREVI-csoport                               | TREVI-csoport                               | Bel- és igazságügyi együttműködés (JHA)     |                                             |                                         |                                         | Európai Közösség (EK)                   | Európai Közösség (EK)           | Európai Unió (EU)               | Európai Unió (EU)          |                                |                                |  |  |  |  |  |  |  |  |
|                               | Rendőri és igazságügyi együttműködés büntetőügyekben (PJCC) | TREVI-csoport                               | TREVI-csoport                               | Bel- és igazságügyi együttműködés (JHA)     |                                             |                                         |                                         |                                         |                                 | Európai Unió (EU)               | Európai Unió (EU)          |                                |                                |  |  |  |  |  |  |  |  |
|                               | Európai Politikai Együttműködés (EPE)                       | Közös kül- és biztonságügyi politika (KKBP) | Közös kül- és biztonságügyi politika (KKBP) | Közös kül- és biztonságügyi politika (KKBP) | Közös kül- és biztonságügyi politika (KKBP) |                                         |                                         |                                         |                                 | Európai Unió (EU)               | Európai Unió (EU)          |                                |                                |  |  |  |  |  |  |  |  |
| Konszolidálatlan szervezetek  | Konszolidálatlan szervezetek                                | Nyugat-európai Unió (NYEU)                  | Nyugat-európai Unió (NYEU)                  | Nyugat-európai Unió (NYEU)                  | Nyugat-európai Unió (NYEU)                  | Nyugat-európai Unió (NYEU)              |                                         |                                         |                                 |                                 | Európai Unió (EU)          |                                |                                |  |  |  |  |  |  |  |  |
| Konszolidálatlan szervezetek  | Konszolidálatlan szervezetek                                | Nyugat-európai Unió (NYEU)                  | Nyugat-európai Unió (NYEU)                  | Nyugat-európai Unió (NYEU)                  | Nyugat-európai Unió (NYEU)                  | Nyugat-európai Unió (NYEU)              | Feloszlatva 2010-ben                    |                                         |                                 |                                 |                            |                                |                                |  |  |  |  |  |  |  |  |
|                               |                                                             |                                             |                                             |                                             |                                             |                                         |                                         |                                         |                                 |                                 |                            |                                |                                |  |  |  |  |  |  |  |  |

### Másodlagos joganyag
Az Unió másodlagos joganyagát az intézmények által elfogadott rendeletek, irányelvek és határozatok képezik. A rendeletek általános hatályúak és közvetlenül alkalmazandóak. Az irányelvek minden címzett tagállam számára kötelező erejűek. A határozatok minden címzett számára kötelező erejűek (ha nem jelöli meg a címzettjeit, akkor mindenki számára kötelező).

## Az Unió szervezete és jogállása
Az Európai Unió tevékenységeit számos intézmény és szervezet szabályozza, amelyek a Szerződésekben lefektetett feladatokat és politikát végzik. Ezek az eljárások mind a szubszidiaritás elvét követik, mely szerint csak azon célok elérése érdekében kerül sor uniós szintű lépésekre, amelyek tagállami szinten nem szolgálhatók kellőképpen.
Az EU fő politikai irányító szerve az Európai Tanács, amely általában évente négyszer ülésezik. Tagjai a tagállamok egy-egy képviselője (az állam- vagy a kormányfő), a tanács elnöke, valamint az Európai Bizottság elnöke. Munkájában részt vesz az Unió külügyi és biztonságpolitikai főképviselője. A tagállamok képviselőit külügyminisztereik segítik. A tanács politikai erejét a tagállamok és az intézmények közötti viták megoldására, valamint a vitatott témák és politikák által keltett politikai ellentétek elsimítására használja. (Az Európai Tanács nem tévesztendő össze az Európa Tanáccsal, amely az EU-tól független nemzetközi szervezet.)
2009-ig a tagállamok egy rotációs rendszerű elnökséget működtettek, amelyben féléves váltásban más-más tagállam képviselői vezették az Európai Tanács és a Miniszterek Tanácsa üléseit. A Lisszaboni szerződés 2009. decemberi hatályba lépése óta az Európai Tanács üléseit egy állandó elnök vezeti. Hasonlóképpen a Külügyi Tanács (a külügyminiszterekből álló Miniszterek Tanácsa) ülésein a külügyi főképviselő elnököl. A Miniszterek Tanácsa többi felállására vonatkozóan megmaradt a soros elnökség rendszere.
2009. november 19-én Herman Van Rompuyt választották az Európai Tanács első elnökévé, az EU kül- és biztonságpolitikai főképviselőjévé pedig Catherine Ashtont nevezték ki. Mindketten december 1-jén foglalták el hivatalukat.

### Intézmények

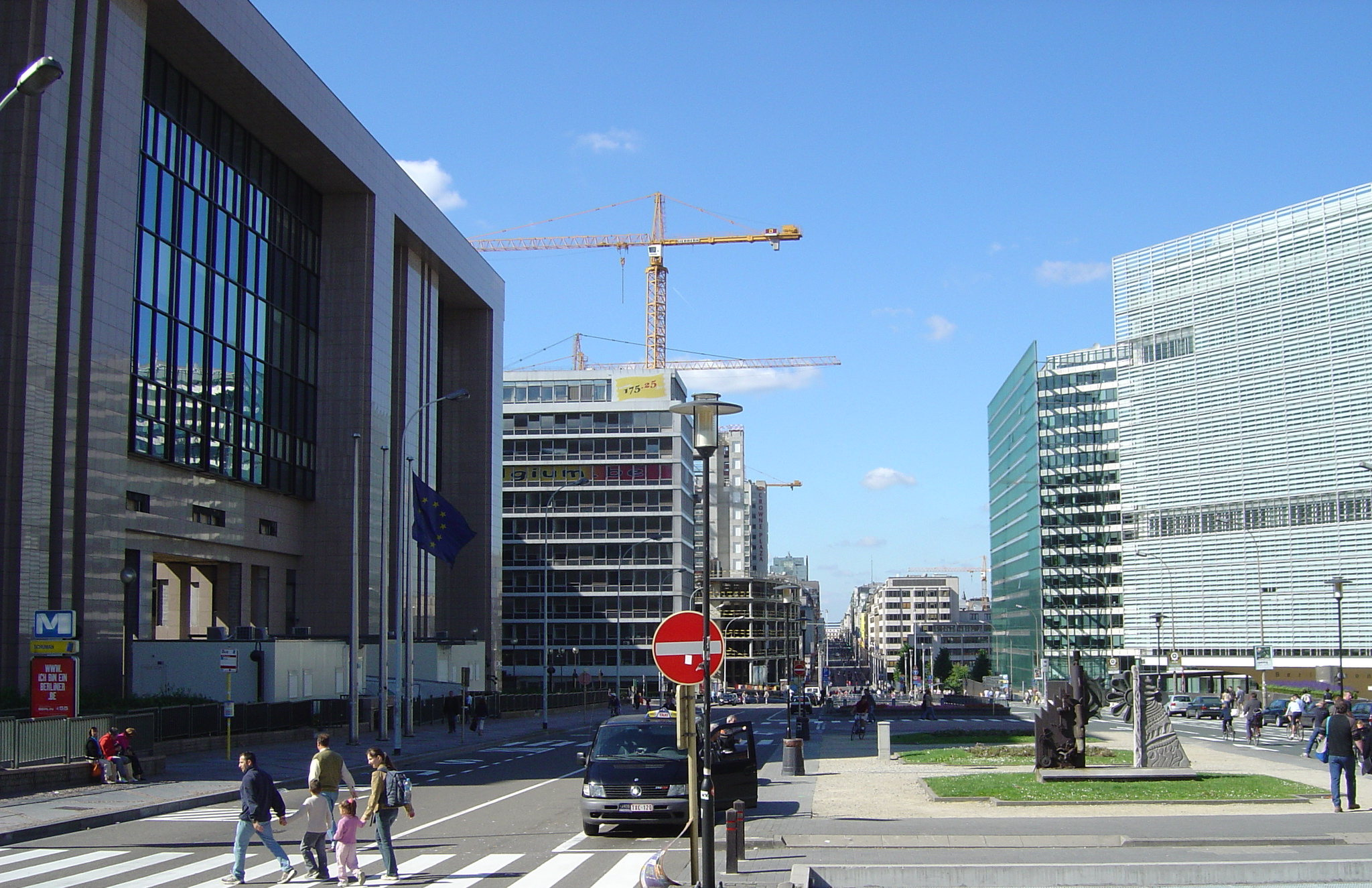
A Tanács (balra) és a Bizottság főépületei Brüsszelben (2005)

Az Európai Bizottság az EU végrehajtó szerve, amely a jogalkotás kezdeményezéséért és az unió napi működtetéséért felelős. Tevékenysége során kizárólag az egységes Európai Unió képviseletében jár el, szemben az Európai Tanáccsal, amely a tagállamok nemzeti érdekeket képviselő vezetőiből áll. A Bizottságot az európai integráció motorjának is tekintik. Jelenleg 27 (minden tagállamból egy) biztosból és az elnökből áll. A biztosok különböző szakterületeket felügyelnek, amelyet az elnök határoz meg és jelöli ki hozzá a biztosokat a tagállamok indítványai alapján. Az alelnök- és biztosjelöltek listáját jóvá kell hagyniuk az Európai Tanács tagjainak, azaz a tagállamok vezetőinek. A bizottság elnökét és az összes többi biztost az Európai Tanács nevezi ki. Az elnök, illetve a Bizottság egészének kinevezését a Parlamentnek is jóvá kell hagynia.
Az Európai Parlament a törvényhozó hatalom egyik fele. 705 képviselőjét közvetlenül választják ötéves időtartamra. Jóllehet országonként választják őket, a Parlamentben nemzetközi képviselőcsoportokban foglalnak helyet. Az egyes tagállamok meghatározott számú mandátummal rendelkeznek. Egyes szakterületeken a Parlament és a Miniszterek Tanácsa közösen, együttdöntési eljárással alkot jogszabályokat. Ezt az eljárást a Lisszaboni szerződés számos újabb területre kiterjesztette, ezzel erősítve a Parlament szerepét a döntéshozatalban. A Parlament ezen kívül elutasíthatja a Bizottság névsorát és az unió költségvetését. Az Európai Parlament elnöke vezeti a Parlament üléseit, és képviseli kifelé az intézményt. Az elnököt és az alelnökeit két és fél évre választják a képviselők.

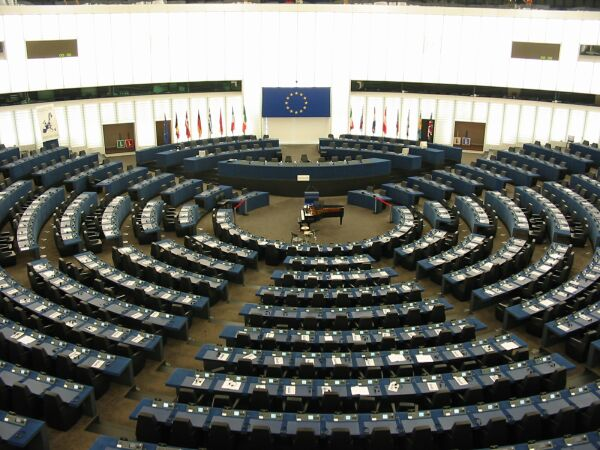
Az Európai Parlament Strasbourgban.

Az Európai Unió Tanácsa (vagy Miniszterek Tanácsa) a törvényhozás másik felét jelenti. Minden tagállamból egy miniszter a tagja, de az aktuális szakterülettől függően ez különböző összetételt jelent. Ennek ellenére egyetlen testületnek számít. Jogalkotási feladatai mellett végrehajtó szerepet is ellát a közös kül- és biztonságpolitika vonatkozásában.
Az Európai Unió bírói ágát az Európai Közösségek Bírósága és a Törvényszék alkotja. Ezek együtt értelmezik és alkalmazzák a szerződéseket és az uniós joganyagokat. A Törvényszék elsősorban a magán- és jogi személyek (nem privilegizált felperesek) által indított peres ügyekkel foglalkozik, míg a Bíróság elsősorban a tagállamok és az intézmények (privilegizált felperesek) közötti jogi vitákkal, illetve a Törvényszék által elé utalt ügyekkel foglalkozik. A Törvényszék döntéseit meg lehet fellebbezni és jogorvoslatért a Bírósághoz lehet fordulni
Az Európai Számvevőszék az egyik legkisebb és legújabb intézmény, csak 1977-ben kezdte meg működését. A Számvevőszék az EU „külső auditora”, feladata az EU-s pénzek felhasználásának ellenőrzése. Fontos szerepet játszik az EU költségvetési folyamatában: jelentése alapján dönt a Parlament és a Tanács a Bizottság és más intézmények költségvetésének végrehajtásáról szóló jelentés elfogadásáról és az új költségvetés jóváhagyásáról. A Számvevőszék Luxemburgban található.

### Jelleg
Az Európai Unió tagállamai szuverenitásuk nagyobb részét ruházták erre a regionális szervezetre, mint más államok bármely más regionális szervezetre. Bizonyos területeken az átruházás mértéke miatt az inkább EU föderációra vagy konföderációra hasonlít. A szerződéseket azonban továbbra is a tagállamok határozzák meg, az Uniónak ezáltal nincs hatalma, hogy a tagállamoktól azok hozzájárulása nélkül további hatásköröket vonjon saját rendelkezése alá. Az egyes tagállamok ezenkívül megőrzik a nemzeti érdekek legfőbb területein a saját politikájukat, mint például a külpolitikát és a honvédelmet.
Különleges felépítése miatt az Európai Unió sui generis (minden mástól eltérő jellegű) entitásnak is tekinthető.
Az Európai Unió aktuális és későbbi jellege jelentős politikai viták tárgya egyes tagállamaiban.
Némiképp bonyolítja az Európai Unió jellegét, hogy tagállamainak legtöbb állampolgára automatikusan uniós polgár is. Ez azt jelenti, hogy a francia, holland és dán (a feröeriek kivételével) állampolgárok egyaránt uniós polgárok, még ha olyan államok területein is születtek, amelyek kívül esnek az Európai Unió különféle szerződésekben megállapított határain.

### Kormányköziség és nemzetekfelettiség
Létezik egyfajta alapvető feszültség az Európai Unióban a kormányköziség és a nemzetekfelettiség kérdése között. A kormányköziség a nemzetközi szervezetek olyan döntéshozási módszere, ahol a hatalmat a tagállamok birtokolják és a döntéseket egyhangúlag hozzák. A kormányok által kijelölt független személyeknek, ill. a választott képviselőknek pusztán tanácsadó vagy végrehajtó szerepe van. Jelenleg a legtöbb nemzetközi szervezet a kormányköziség alapján működik.
A nemzetközi szervezetek egy másikfajta döntéshozási módszerét nemzetekfelettiségnek nevezik. A nemzetekfelettiség esetén a hatalmat független kijelölt hivatalnokok, a törvényhozó testület által megválasztott képviselők vagy a tagállamok népessége gyakorolja. A tagállamok kormányainak is van hatalma, de ezt más szereplőkkel kell megosztaniuk. A döntéseket ezenkívül többségi szavazással hozzák, ennélfogva előfordulhat, hogy egy tagállamot akarata ellenére kényszerít a többi tagállam egy döntés megvalósítására.
Az Európai Unió egyes politikai erői a kormányköziséget részesítik előnyben, míg mások a nemzetekfelettiséget. A nemzetekfelettiség támogatói arra hivatkoznak, hogy ez gyorsabb ütemű integrációt tesz lehetővé, mint máskülönben lehetséges volna. Ahol a döntéseket egyhangúságra törekvő kormányok hozzák, évekbe telhet, míg megszületik egy döntés, ha egyáltalán megszületik. A kormányköziség szószólói másfelől azzal érvelnek, hogy a nemzetekfelettiség fenyegetést jelent a nemzeti szuverenitásra és a demokráciára, arra hivatkozva, hogy csak a nemzeti kormányoknak lehet meg a szükséges demokratikus legitimitásuk. A kormányköziséget az euroszkeptikusabb államok kedvelik, mint például Dánia és Svédország; míg az integráció hívei, például a Benelux országok, Franciaország, Németország és Olaszország többnyire a nemzetekfölöttiség felé hajlik.
Az Európai Unió megpróbál a két megközelítés között valamilyen egyensúlyra törekedni. Ez az egyensúly azonban összetett, s ebből ered döntéshozó eljárásának gyakran labirintusszerű bonyolultsága.
A 2002 márciusában kezdődött Konvent Európa Jövőjéről újból megvizsgálta többek közt ezt az egyensúlyt, és változtatásokat javasolt. Ezeket a változtatásokat egy kormányközi konferencián vitatták meg 2004 májusában, és az alkotmányszerződésben jutottak megegyezésre, ami mindegyik tagállam részéről ratifikálást igényel.
A nemzetekfelettiség szorosan kapcsolódik a kormányköziség vs. neofunkcionalizmus vitához. Ez a vita azzal foglalkozik, miért került sor egyáltalán az integráció folyamatára. A kormányköziség hívei azzal érvelnek, hogy az EU-integráció folyamata az államok közötti kemény alkudozás eredménye. A neofunkcionalizmus másfelől úgy vélekedik, hogy maguk a nemzetekfeletti intézmények indították be az integrációt.

### Módszerek
E cél eléréséhez az Európai Unió államhatárokon átívelő infrastruktúrát kíván létrehozni. Az összehangolt szabványok nagyobb és hatékonyabb piacot tesznek lehetővé, mivel a tagállamok egységes vámuniót alkothatnak egészségügyi vagy biztonsági aggályok nélkül. Így például azok az államok, melynek lakói sosem fogyasztanák ugyanazt az ételt, mégis megegyezhetnének a címkézési és tisztasági előírásokban.
Az Európai Unió hatása jóval meghaladja a határait, mivel ahhoz, hogy a területén eladjanak valamit, érdemes megfelelni a szabványainak. Mihelyt egy nem-tagállam ország gyárai, termelői és kereskedői megfelelnek az EU-szabványoknak, az uniós csatlakozás költségeinek legnagyobb része semmivé foszlik. A teljes taggá váláshoz szükséges jogharmonizáció pedig növeli a jólétet (a vám költségeinek kiküszöbölésével), és mindössze a törvények tényleges megváltoztatásához szükséges apró beruházás van hátra.
Ami a gazdaságon túli kérdéseket illeti, az Európai Unió támogatói arra hivatkoznak, hogy az EU kihatással lehet a békére és a demokráciára. A Nyugat-Európa történetére jellemző visszatérő háborúknak vége szakadt az EGK (ahogy akkoriban nevezték) megalakulásakor. Az 1970-es évek elején Görögország, Portugália és Spanyolország egyaránt diktatúrák voltak, de e három ország üzleti vezetői be akartak kerülni az EU-ba, s ez erős lökést adott a demokráciák létrejöttéhez. Mások úgy vélekednek, hogy a második világháború óta létező európai béke nagyobb részben a Szovjetunió fenyegetésének köszönhető, és a diktatúrák amúgy is véget értek volna.
Az EU jelenleg kelet felé terjeszti befolyását. Számos olyan ország lett tagja (köztük Magyarország), amelyek korábban a vasfüggöny mögött voltak, és középtávon számos további országot tervez felvenni soraiba. Azt remélik, hogy Spanyolország, Portugália és Görögország belépéséhez hasonlóan ezeknek az államoknak a felvétele is segíteni fog megszilárdítani a gazdasági és politikai stabilitást.
A további keleti bővítésnek is lennének hosszú távú gazdasági előnyei, de a többi európai országokat jelenlegi állapotukban nem tekintik alkalmasnak a belépésre, különösen a keletebbre eső országok gazdasági problémái miatt. Ha végül felvesznek olyan országokat, amelyek politikailag jelenleg instabilak, az remélhetőleg segít majd megbirkózni a jugoszláv háborúk és más problémák megmaradt következményeivel, és a jövőben elkerülhetik a ciprusi konfliktushoz hasonló helyzeteket.
A tagjelöltek körül újabb vitákat kavart Törökország kérdése. Franciaország, Németország, Hollandia és az EU más régi tagjai aggodalommal tekintenek Törökország belépésére. Törökország miniszterelnöke, Recep Tayyip Erdoğan számos törvénymódosítást léptetett életbe, hogy megfeleljenek az EU belépési követelményeinek. Törökország csatlakozása de facto megoldást adna a ciprusi területi konfliktusra.

### Főbb irányelvek
Amint az Európai Unió nevének változása is jelzi (Európai Gazdasági Közösségről Európai Közösségre, majd Európai Unióra), ez az idők folyamán alakult egy elsősorban gazdasági unióból egy egyre inkább politikai szervezetté. Ezt a tendenciát hangsúlyozza azon irányelvek egyre bővülő köre is, amelyek az EU hatáskörébe tartoznak: a politikai súly egyre inkább áttolódott a tagállamokról az Európai Unióra.
A növekvő centralizáció képét két terület ellensúlyozza.
Egyrészt, egyes tagállamok belpolitikájában mindig is erős helyi kormányzat érvényesült. Ennek révén a regionális politikára és az európai régiókra egyre nagyobb hangsúly került. A maastrichti szerződés részeként született meg a Régiók Európai Bizottsága.
Másrészt, az EU-politika területei közé az együttműködés számos különböző formája tartozik.
- Autonóm döntéshozás: A tagállamok felhatalmazták az Európai Bizottságot, hogy bizonyos téren döntéseket hozzon, így az EU-s versenytörvény, az államoknak nyújtott segélyek szabályozása és a liberalizáció terén.
- Jogharmonizáció: A tagállamok törvényeit az EU törvényhozási folyamata révén harmonizálják, amely az Európai Bizottságot, az Európai Parlamentet és az Európai Unió Tanácsát foglalja magában. Ennek eredményeként az európai uniós joggyakorlat egyre inkább helyet kap a tagállamok törvénykezésében.
- Együttműködés: A tagállamok ülése az Európai Unió Tanácsa együttműködési és belpolitikát koordináló megállapodása szerint.

Az EU és a nemzeti (vagy alsóbb) szintű hatáskörök közötti feszültség tartós probléma az Európai Unió fejlődésében. (Lásd még: Kormányköziség és nemzetekfelettiség (fent); Euroszkepticizmus.)
Minden leendő tagállamnak törvénybe kell iktatnia az EU-jogszabályokat, hogy összhangba kerüljenek a közös európai jogrendszerrel, az ún. acquis communautaire-rel (szó szerint: „közösségi vívmányok”). (Lásd még: Európai Szabadkereskedelmi Társulás (EFTA), Európai Gazdasági Térség (EEA) és Egységes Európai Égbolt.)

#### Egységes piac
- Áruk és szolgáltatások szabad kereskedelme a tagállamok között (ezt a célt az Európai Gazdasági Térség kiterjesztette a négy EFTA-állam közül háromra is)
- Közös EU-versenytörvény, amely a cégek és a tagállamok versenyellenes tevékenységét szabályozza (előbbit a trösztellenes törvény és a vállalkozások összeolvadását szabályozó törvény révén, utóbbit az államoknak nyújtott segélyek rendszere révén)
- A schengeni egyezmény lehetővé tette a tagállamai közötti belső határellenőrzések eltörlését és a külső határok ellenőrzésének összehangolását. Ez nem vonatkozik Írországra és nem vonatkozott az Egyesült Királyságra, viszont a nem EU-tagállam Izland és Norvégia szintén részt vesz az együttműködésben.
- A tagállamok polgárai szabadon megválaszthatják, hol éljenek és dolgozzanak az Európai Unión belül, feltéve, hogy gondoskodni tudnak magukról (ezt szintén kiterjesztették a többi EEA-tagállamra).
- A tőke szabad áramlása a tagállamok (és a többi EEA-tagállam) között.
- A kormányzati rendeletek, a vállalati jog és a védjegyek szabályozásának összehangolása.
- Egységes pénznem, az euró (Dániát kivéve). Svédország, bár nincs saját kimaradási klauzulája, nem csatlakozott a II-es árfolyamrendszerhez (ERM II), s ezzel önként kizárta magát a monetáris unióból.
- A környezetvédelmi irányelvek nagyarányú egyeztetése az Unió országaiban.
- Közös agrár- és halászati politika.
- A közvetett adózás, az áfa (hozzáadottérték-adó) egységes rendszere, valamint egységes vám különféle termékeken.
- Elmaradott területek fejlesztésének támogatása (strukturális és kohéziós alapok).
- Kutatások támogatása.
- Egységes külső vámtarifa, egységes álláspont a nemzetközi kereskedelmi tárgyalásokon.
- A tagjelölt országok és más kelet-európai országok programjainak támogatása, segély számos fejlődő országnak.

#### Együttműködés és harmonizáció
- Lehetőség arra, hogy az EU polgárai az önkormányzati és az európai parlamenti választásokon bármely tagállamban szavazhassanak.
- Együttműködés bűnügyi téren, ideértve a hírszerzésben való együttműködést (az EUROPOL és a Schengeni Információs Rendszer révén), megegyezés a bűncselekmények és a gyorsított kiadatási eljárások egységes megállapításáról.
- Az egységes kül- és biztonságpolitika mint távlati cél, bár ez még messze van a tényleges megvalósítástól. A 2003-as iraki inváziót illető ellentétek a tagállamok között (a nyolcak levele szerint) és az akkor még tagjelölt államok között (a vilniusi levél szerint) mutatják, milyen messze van még az EU attól, hogy ez a cél valóra válhasson.
- Az egységes biztonságpolitika mint cél, ideértve a 60 000 tagból álló, békefenntartó célú Gyorsreagálású Hadtestet, az EU-katonaságot és az EU-műholdközpontot (SatCen, hírszerzési célból).
- Egységes menekültügyi és bevándorlási politika kialakítása.
- A kutatás és a technikai fejlesztés közös támogatása a négyéves kutatási és technológia-fejlesztési keretprogramok révén. A hetedik keretprogram 2007-től 2013-ig működik.

## Gazdaság
Az Európai Unió gazdasága az Unió tagállamainak közös gazdasága. Az Egyesült Államok és Kína után nominálisan a világ harmadik legnagyobb gazdasága, és Kína és az Egyesült Államok után a harmadik a vásárlóerő-paritás (PPP) szempontjából. 2020-ban az Európai Unió GDP-je a világgazdaság körülbelül 1/6-át teszi ki.
2006-ban az EU-é volt a Föld legnagyobb gazdasága: GDP-je 13,3 billió USA-dollár volt – az Amerikai Egyesült Államoké 13. Az Európai Unió továbbra is jelentős kereskedelmi többlettel bír. Az Európai Unióra azonban 2004 folyamán többnyire stagnáló gazdasági növekedés és alacsony foglalkoztatottság nyomta rá a bélyegét (az Unió átlagát tekintve), és az nem sikerült a 2001–2010. közötti gazdasági stratégiát sem végrehajtani.
Az EU gazdasága előreláthatólag tovább fog növekedni a következő évtizedben, amint több ország csatlakozik az Unióhoz – különösen, mivel az új tagállamok rendszerint szegényebbek az EU-átlagnál, s így a várt gyors GDP-növekedés segíthet elérni az egyesült Európa dinamikáját. A teljes Unió egy főre eső GDP-je azonban rövidtávon esni fog. Hosszú távon az EU gazdaságát jelentős demográfiai problémák fenyegetik, mivel a születési ráta alacsonyabb, mint ami a lélekszám fenntartásához szükséges.
Az Európai Unió közös gazdasági stratégiája 2010–2020 között az Európa 2020 stratégia, ami a 2001–2010 közötti Lisszaboni Stratégiát váltotta fel. Az EU hivatalos stratégiai célja a következő tíz évben kizárólag a gazdasági növekedés helyreállítása és megalapozása az öregedő társadalom és az élesedő nemzetközi verseny ellenére.

### EU régiók

Az európai régiók gazdasági osztályozása az EU átlagában (2021)
Legkevésbé fejlett régiók
Átmeneti régiók
Fejlett régiók

#### Gazdaságilag legfejlettebb régiók
| No. | NUTS-1 régió            | Tagállam      | Egy főre jutó GDP (2022) | Egy főre jutó GDP (2022) |
| No. | NUTS-1 régió            | Tagállam      | Euróban                  | Az EU-27 átlagának %-a   |
| --- | ----------------------- | ------------- | ------------------------ | ------------------------ |
| 1.  | Luxemburg               | Luxemburg     | 90 300                   | 237%                     |
| 2.  | Írország                | Írország      | 81 200                   | 213%                     |
| 3.  | Brüsszel fővárosi régió | Belgium       | 72 700                   | 191%                     |
| 4.  | Hamburg                 | Németország   | 72 000                   | 189%                     |
| 5.  | Île-de-France           | Franciaország | 63 400                   | 166%                     |
| 6.  | Nyugat-Hollandia        | Hollandia     | 56 300                   | 148%                     |
| 7.  | Bajorország             | Németország   | 51 900                   | 136%                     |
| 8.  | Bréma                   | Németország   | 51 800                   | 136%                     |
| 9.  | Hessen                  | Németország   | 49 800                   | 131%                     |
| 10. | Kelet-Svédország        | Svédország    | 49 800                   | 130%                     |

#### Gazdaságilag leggyengébb régiók
| No. | NUTS-1 régió                                | Tagállam      | Egy főre jutó GDP (2022) | Egy főre jutó GDP (2022) |
| No. | NUTS-1 régió                                | Tagállam      | Euróban                  | Az EU-27 átlagának %-a   |
| --- | ------------------------------------------- | ------------- | ------------------------ | ------------------------ |
| 1.  | Észak- és Délkelet-Bulgária                 | Bulgária      | 18 400                   | 48%                      |
| 2.  | Alföld és Észak                             | Magyarország  | 19 200                   | 50%                      |
| 3.  | Észak-Görögország                           | Görögország   | 19 700                   | 52%                      |
| 4.  | Második makrorégió                          | Románia       | 20 100                   | 53%                      |
| 5.  | Keleti makrorégió                           | Lengyelország | 21 100                   | 55%                      |
| 6.  | Közép-Görögország                           | Görögország   | 21 300                   | 56%                      |
| 7.  | Franciaország tengerentúli megyéi és régiói | Franciaország | 21 800                   | 57%                      |
| 8.  | Égei-szigetek, Kréta                        | Görögország   | 22 500                   | 59%                      |
| 9.  | Dunántúl                                    | Magyarország  | 23 800                   | 62%                      |
| 10. | Italia insulare (Szardínia, Szicília)       | Olaszország   | 24 700                   | 65%                      |

### GDP (bruttó hazai termék)

#### GDP növekedés
Az EU tagállamai a reál GDP növekedési ütem alapján (%-ban)  2014–2024 között.
A színek: a legjobb és a legrosszabb.

| Ország            | 2014 | 2015 | 2016 | 2017 | 2018 | 2019 | 2020  | 2021 | 2022 | 2023 | 2024 | Növekedés (2014–2024) |
| ----------------- | ---- | ---- | ---- | ---- | ---- | ---- | ----- | ---- | ---- | ---- | ---- | --------------------- |
| Ausztria          | 0.8  | 1.3  | 2.1  | 2.3  | 2.5  | 1.8  | -6.3  | 4.8  | 5.3  | -1.0 | -1.2 | 1.13                  |
| Belgium           | 1.8  | 1.5  | 1.2  | 1.5  | 1.9  | 2.4  | -4.8  | 6.2  | 4.2  | 1.3  | 1.0  | 1.65                  |
| Bulgária          | 0.9  | 3.4  | 3.0  | 2.7  | 2.5  | 3.8  | -3.2  | 7.8  | 4.0  | 1.9  | 2.8  | 2.69                  |
| Ciprus            | -1.8 | 3.4  | 6.6  | 5.8  | 6.3  | 5.9  | -3.2  | 11.4 | 7.4  | 2.6  | 3.4  | 4.35                  |
| Csehország        | 2.2  | 5.0  | 2.6  | 5.2  | 2.8  | 3.6  | -5.3  | 4.0  | 2.8  | -0.1 | 1.1  | 2.17                  |
| Dánia             | 1.3  | 2.1  | 3.1  | 3.1  | 1.9  | 1.7  | -1.8  | 7.4  | 1.5  | 2.5  | 3.6  | 2.40                  |
| Észtország        | 3.3  | 1.8  | 3.1  | 5.6  | 3.7  | 3.7  | -2.9  | 7.2  | 0.1  | -3.0 | -0.3 | 2.03                  |
| Finnország        | -0.5 | 0.5  | 2.6  | 3.3  | 1.2  | 1.3  | -2.5  | 2.7  | 0.8  | -0.9 | -0.1 | 0.76                  |
| Franciaország     | 1.0  | 1.1  | 0.9  | 2.1  | 1.6  | 2.0  | -7.4  | 6.9  | 2.6  | 0.9  | 1.2  | 1.17                  |
| Görögország       | 0.8  | -0.2 | 0.0  | 1.5  | 2.1  | 2.3  | -9.2  | 8.7  | 5.7  | 2.3  | 2.3  | 1.48                  |
| Horvátország      | -0.6 | 2.3  | 3.5  | 3.3  | 2.9  | 3.1  | -8.3  | 12.6 | 7.3  | 3.3  | 3.8  | 3.02                  |
| Hollandia         | 1.6  | 2.1  | 2.4  | 2.8  | 2.3  | 2.3  | -3.9  | 6.3  | 5.0  | 0.1  | 1.0  | 2.00                  |
| Írország          | 9.3  | 24.6 | 1.2  | 10.0 | 7.5  | 5.0  | 7.2   | 16.3 | 8.6  | -5.5 | 1.2  | 7.76                  |
| Lettország        | 2.1  | 3.8  | 2.6  | 3.4  | 4.3  | 0.7  | -3.5  | 6.9  | 1.8  | 2.9  | -0.4 | 2.24                  |
| Lengyelország     | 3.9  | 4.4  | 3.0  | 5.2  | 6.2  | 4.6  | -2.0  | 6.9  | 5.3  | 0.1  | 2.9  | 3.68                  |
| Litvánia          | 3.8  | 2.8  | 2.7  | 4.6  | 4.9  | 4.7  | 0.0   | 6.4  | 2.5  | 0.3  | 2.7  | 3.22                  |
| Luxemburg         | 2.6  | 2.3  | 5.0  | 1.3  | 1.6  | 2.7  | -0.5  | 6.9  | -1.1 | -0.7 | 1.0  | 1.92                  |
| Málta             | 7.6  | 9.6  | 4.1  | 13.0 | 7.2  | 4.1  | -3.4  | 13.3 | 4.3  | 6.8  | 6.0  | 6.60                  |
| Magyarország      | 4.3  | 3.7  | 2.4  | 4.1  | 5.6  | 5.1  | -4.3  | 7.1  | 4.3  | -0.9 | 0.5  | 2.90                  |
| Németország       | 2.2  | 1.7  | 2.3  | 2.7  | 1.1  | 1.0  | -4.1  | 3.7  | 1.4  | -0.3 | -0.2 | 1.05                  |
| Olaszország       | 0.0  | 0.9  | 1.2  | 1.6  | 0.8  | 0.4  | -8.9  | 8.9  | 4.8  | 0.7  | 0.7  | 1.01                  |
| Portugália        | 0.7  | 1.6  | 2.0  | 3.3  | 2.9  | 2.7  | -8.2  | 5.6  | 7.0  | 2.6  | 1.9  | 2.01                  |
| Románia           | 4.1  | 3.2  | 2.9  | 8.2  | 6.1  | 3.9  | -3.7  | 5.5  | 4.0  | 2.4  | 0.9  | 3.41                  |
| Spanyolország     | 1.5  | 4.1  | 2.9  | 2.9  | 2.4  | 2.0  | -10.9 | 6.7  | 6.2  | 2.7  | 3.2  | 2.15                  |
| Svédország        | 2.3  | 4.4  | 2.3  | 1.8  | 1.9  | 2.5  | -2.0  | 5.9  | 1.5  | -0.1 | 1.0  | 1.95                  |
| Szlovákia         | 2.7  | 5.2  | 1.9  | 2.9  | 4.1  | 2.3  | -2.6  | 5.7  | 0.4  | 1.4  | 2.0  | 2.36                  |
| Szlovénia         | 2.8  | 2.4  | 3.0  | 5.2  | 4.4  | 3.5  | -4.1  | 8.4  | 2.7  | 2.1  | 1.6  | 2.91                  |
|                   |      |      |      |      |      |      |       |      |      |      |      |                       |
| Európai Unió (27) | 1.6  | 2.3  | 1.9  | 2.8  | 2.1  | 1.9  | -5.6  | 6.3  | 3.5  | 0.4  | 1.0  | 1.52                  |
| Eurózóna (20)     | 1.4  | 2.1  | 1.8  | 2.6  | 1.8  | 1.6  | -6.0  | 6.3  | 3.5  | 0.4  | 0.9  | 1.35                  |

#### Egy főre eső GDP
Az egy főre eső GDP (bruttó hazai termék) az unióban 2019-ben a legmagasabb Luxemburgban, Írországban és Dániában volt (ebben a sorrendben); a legalacsonyabb Bulgáriában és Romániában. Magyarország az uniós országok között az ötödik legalacsonyabb értékű volt (2019).
| Állam              | 2012   | 2013   | 2014   | 2015   | 2016   | 2017   | 2018   | 2019    | Növekedés (%) 2012–19 között |
| ------------------ | ------ | ------ | ------ | ------ | ------ | ------ | ------ | ------- | ---------------------------- |
| Ausztria           | 37,820 | 38,210 | 38,990 | 39,890 | 40,880 | 42,100 | 43,640 | 44,900  | 15.7%                        |
| Belgium            | 34,770 | 35,210 | 35,950 | 36,960 | 37,980 | 39,240 | 40,240 | 41,240  | 15.7%                        |
| Bulgária           | 5,750  | 5,770  | 5,940  | 6,360  | 6,820  | 7,390  | 7,980  | 8,728   | 34.1%                        |
| Horvátország       | 10,290 | 10,270 | 10,250 | 10,600 | 11,170 | 11,890 | 12,620 | 13,330  | 22.8%                        |
| Ciprus             | 22,500 | 20,880 | 20,420 | 21,030 | 22,160 | 23,320 | 24,290 | 24,920  | 9.7%                         |
| Csehország         | 15,360 | 15,010 | 14,880 | 15,980 | 16,690 | 18,100 | 19,530 | 20,610  | 25.4%                        |
| Dánia              | 45,530 | 46,100 | 47,090 | 48,050 | 49,420 | 50,700 | 52,010 | 53,370  | 14.7%                        |
| Észtország         | 13,620 | 14,420 | 15,340 | 15,820 | 16,490 | 18,070 | 19,740 | 21,160  | 35.6%                        |
| Finnország         | 37,130 | 37,570 | 37,880 | 38,570 | 39,580 | 41,000 | 42,490 | 43,630  | 14.9%                        |
| Franciaország      | 31,820 | 32,080 | 32,420 | 33,020 | 33,430 | 34,220 | 34,980 | 36,060  | 11.7%                        |
| Németország        | 34,130 | 34,860 | 36,150 | 37,090 | 38,060 | 39,260 | 40,340 | 41,340  | 17.4%                        |
| Görögország        | 17,310 | 16,480 | 16,400 | 16,380 | 16,380 | 16,760 | 17,210 | 17,500  | 1.1%                         |
| Magyarország       | 10,050 | 10,310 | 10,730 | 11,400 | 11,740 | 12,830 | 13,690 | 14,720  | 31.7%                        |
| Írország           | 38,090 | 38,890 | 41,870 | 55,970 | 57,210 | 61,870 | 66,670 | 70,470  | 45.9%                        |
| Olaszország        | 26,920 | 26,590 | 26,770 | 27,260 | 27,970 | 28,690 | 29,220 | 29,610  | 9.1%                         |
| Lettország         | 10,870 | 11,350 | 11,860 | 12,350 | 12,800 | 13,810 | 15,130 | 15,930  | 31.7%                        |
| Litvánia           | 11,160 | 11,830 | 12,460 | 12,850 | 13,560 | 14,940 | 16,160 | 17,310  | 35.5%                        |
| Luxemburg          | 83,000 | 85,270 | 89,240 | 91,440 | 93,930 | 95,170 | 98,640 | 102,200 | 18.8%                        |
| Málta              | 17,060 | 17,950 | 19,570 | 21,690 | 22,750 | 24,190 | 25,510 | 26,350  | 35.2%                        |
| Hollandia          | 38,970 | 39,300 | 39,820 | 40,730 | 41,590 | 43,090 | 44,920 | 46,740  | 16.6%                        |
| Lengyelország      | 10,100 | 10,250 | 10,680 | 11,190 | 11,100 | 12,160 | 12,920 | 13,730  | 26.4%                        |
| Portugália         | 16,010 | 16,300 | 16,640 | 17,350 | 18,060 | 19,020 | 19,870 | 20,650  | 22.5%                        |
| Románia            | 6,640  | 7,190  | 7,550  | 8,090  | 8,650  | 9,580  | 10,510 | 11,500  | 42.2%                        |
| Szlovákia          | 13,590 | 13,740 | 14,070 | 14,710 | 14,920 | 15,540 | 16,470 | 17,270  | 21.3%                        |
| Szlovénia          | 17,630 | 17,700 | 18,250 | 18,830 | 19,550 | 20,810 | 22,080 | 22,980  | 23.3%                        |
| Spanyolország      | 22,050 | 21,900 | 22,220 | 23,220 | 23,980 | 24,970 | 25,730 | 26,420  | 16.5%                        |
| Svédország         | 45,050 | 45,850 | 45,130 | 46,350 | 47,000 | 47,690 | 46,310 | 46,180  | 2.4%                         |
| Egyesült Királyság | 33,150 | 32,730 | 35,760 | 40,560 | 37,090 | 35,780 | 36,480 | 37,760  | 12.2%                        |
| EU átlag           | 26,680 | 26,850 | 27,720 | 29,140 | 29,310 | 30,070 | 30,980 | 31,080  | 14.1%                        |
| Eurózóna           | 29,220 | 29,440 | 30,070 | 31,030 | 31,790 | 32,850 | 33,830 | 34,770  | 15.9%                        |
| Szerbia            | 4,680  | 5,080  | 4,970  | 5,030  | 5,200  | 5,580  | 6,140  | 6,590   | 29%                          |
| Montenegró         | 5,130  | 5,410  | 5,560  | 5,870  | 6,350  | 6,910  | 7,490  |         | 31.5%                        |

### Gazdasági versenyképesség
Az országok rangsora a Világgazdasági Fórum által megjelentetett gazdasági versenyképességi listán, 2019-ben:

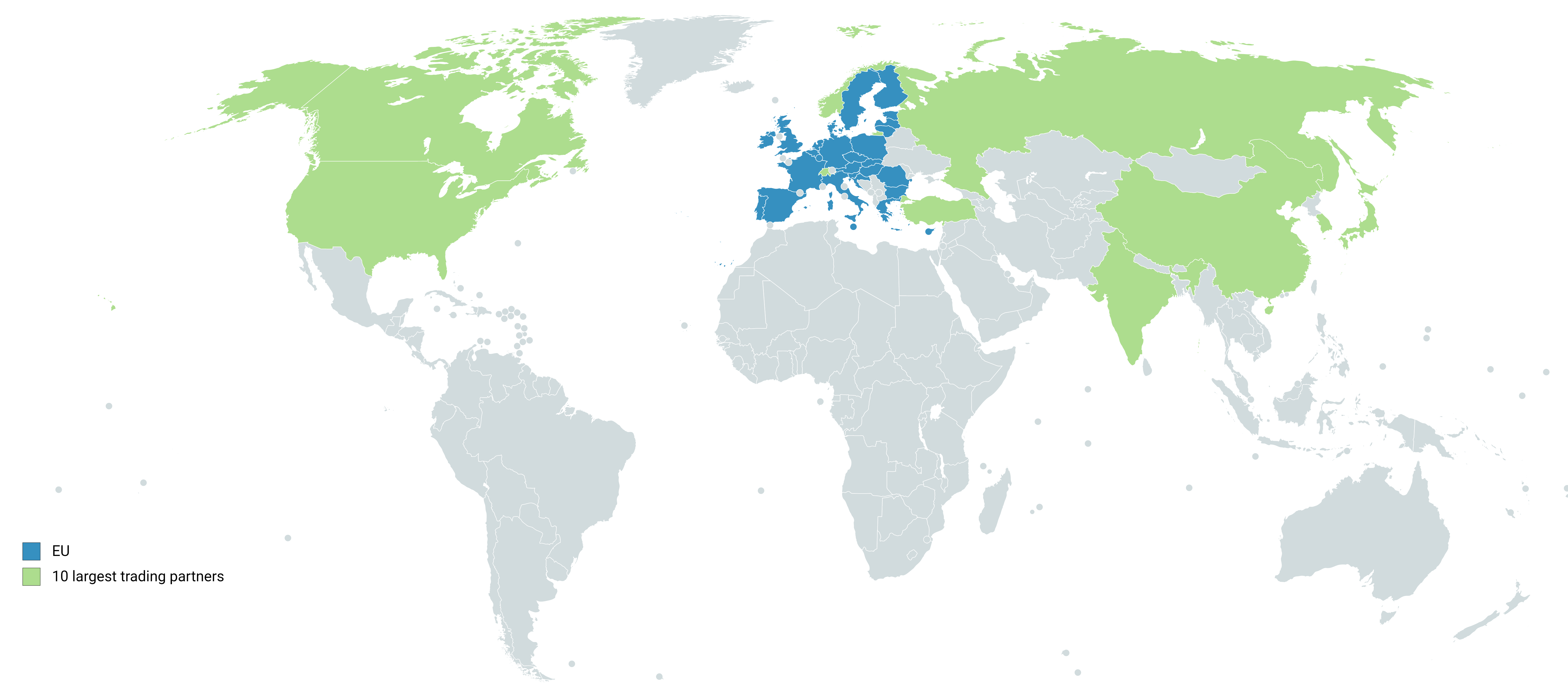
Az Unió (kékkel) 10 legfontosabb külkereskedelmi partnere (zölddel)

| Rangsor | Ország             | Pontszám |
| ------- | ------------------ | -------- |
| 1.      | Hollandia          | 82.4     |
| 2.      | Németország        | 81.8     |
| 3.      | Svédország         | 81.2     |
| 4.      | Egyesült Királyság | 81.2     |
| 5.      | Dánia              | 81.2     |
| 6.      | Finnország         | 80.2     |
| 7.      | Franciaország      | 78.8     |
| 8.      | Luxemburg          | 77.0     |
| 9.      | Ausztria           | 76.6     |
| 10.     | Belgium            | 76.4     |
| 11.     | Spanyolország      | 75.3     |
| 12.     | Írország           | 75.1     |
| 13.     | Olaszország        | 71.5     |
| 14.     | Észtország         | 70.9     |

| Rangsor | Ország        | Pontszám |
| ------- | ------------- | -------- |
| 15.     | Csehország    | 70.9     |
| 16.     | Portugália    | 70.4     |
| 17.     | Szlovénia     | 70.2     |
| 18.     | Lengyelország | 68.9     |
| 19.     | Málta         | 68.5     |
| 20.     | Litvánia      | 68.4     |
| 21.     | Lettország    | 67.0     |
| 22.     | Szlovákia     | 66.8     |
| 23.     | Ciprus        | 66.4     |
| 24.     | Magyarország  | 65.1     |
| 25.     | Bulgária      | 64.9     |
| 26.     | Románia       | 64.4     |
| 27.     | Görögország   | 62.6     |
| 28.     | Horvátország  | 61.9     |

### Külkereskedelem
Az Európai Unió legfontosabb külkereskedelmi partnere a 2010-es években messzemenően az USA és Kína volt, mint azt az alábbi táblázat is mutatja.
| No. | Partner                 | Import (millió euró) | % (az össz. százaléka) | Export (millió euró) | % (az össz. százaléka) | Össz. kereskedelem (millió euró) | % (az össz. százaléka) |
| --- | ----------------------- | -------------------- | ---------------------- | -------------------- | ---------------------- | -------------------------------- | ---------------------- |
| –   | Európai Unió            | 1,706,413            | 100%                   | 1,745,730            | 100%                   | 3,452,143                        | 100%                   |
| 1   | USA                     | 246,774              | 14,5%                  | 362,043              | 20,7%                  | 608,817                          | 17,6%                  |
| 2   | Kína                    | 344,642              | 20,2%                  | 170,136              | 9,7%                   | 514,779                          | 14,9%                  |
| 3   | Svájc                   | 121,608              | 7,1%                   | 142,432              | 8,2%                   | 264,040                          | 7,6%                   |
| 4   | Oroszország             | 118,661              | 7,0%                   | 72,428               | 4,1%                   | 191,089                          | 5,5%                   |
| 5   | Törökország             | 66,652               | 3,9%                   | 78,030               | 4,5%                   | 144,681                          | 4,2%                   |
| 6   | Japán                   | 66,383               | 3,9%                   | 58,136               | 3,3%                   | 124,519                          | 3,6%                   |
| 7   | Norvégia                | 62,935               | 3,7%                   | 48,371               | 2,8%                   | 111,306                          | 3,2%                   |
| 8   | Dél-Korea               | 41,433               | 2,4%                   | 44,518               | 2,6%                   | 85,951                           | 2,5%                   |
| 9   | India                   | 39,265               | 2,3%                   | 37,800               | 2,2%                   | 77,065                           | 2,2%                   |
| 10  | Kanada                  | 29,094               | 1,7%                   | 35,200               | 2,0%                   | 64,294                           | 1,9%                   |
| 11  | Brazília                | 29,334               | 1,7%                   | 30,909               | 1,8%                   | 60,243                           | 1,7%                   |
| 12  | Egyesült Arab Emírségek | 9,201                | 0,5%                   | 45,847               | 2,6%                   | 55,048                           | 1,6%                   |

## Demokrácia index

### 2020-2021-es adatokkal
Az egyes EU-országok szabadság indexe nemzetközi szervezetek alapján. A táblázatban a következők:
- Az első oszlopban az általános szabadság (Freedom in the World) az amerikai székhelyű Freedom House civil szervezet éves felmérésén és jelentésén alapul, amely minden egyes országban, valamint a kapcsolódó és vitatott területeken méri a polgári és a politikai jogok mértékét. A 2021-es országjelentés alapján az EU-s országok közül egyedül csak Magyarországot sorolta a részlegesen szabad országok közé, a többi a szabad kategóriába került. (→ Szabadság a világban)
- A gazdasági szabadság egy olyan index és rangsor, amelyet 1995-ben az amerikai The Heritage Foundation (wd) agytröszt és a The Wall Street Journal hozott létre a gazdasági szabadság mérésére a világ országaiban.
- A sajtószabadság index egy olyan rangsor, amelyet a párizsi székhelyű Reporters Without Borders (wd) állít össze és tesz közzé 2002 óta, az országok sajtószabadságának állapotáról. A lista tükrözi az újságírók, a hírszervezetek (média) és az internetes felhasználók szabadságának mértékét az egyes országokban, valamint a hatóságok e szabadság tiszteletben tartására tett erőfeszítéseit.
- A demokrácia index a brit Economist Group kutatási részlege, az Economist Intelligence Unit (EIU) által összeállított index, amely megjelenteti a The Economist hetilapot is. Az index a demokrácia állapotát méri fel és 60 mutatón alapul, mérve a pluralizmust, az állampolgári szabadságjogokat és a politikai kultúrát. A pontszám és rangsorolás mellett az index az egyes országokat a négy típus egyikébe sorolja: teljes demokráciák, hiányos demokráciák, hibrid rendszerek és autoriter rendszerek.

| Ország        | Általános szabadság index (2021) | Gazdasági szabadság (2021) | Sajtószabadság (2021) | Demokrácia index (2020) |
| ------------- | -------------------------------- | -------------------------- | --------------------- | ----------------------- |
| Ausztria      | szabad                           | többnyire szabad           | kielégítő helyzet     | teljes demokrácia       |
| Belgium       | szabad                           | többnyire szabad           | kiváló helyzet        | hiányos demokrácia      |
| Bulgária      | szabad                           | többnyire szabad           | nehéz helyzet         | hiányos demokrácia      |
| Ciprus        | szabad                           | többnyire szabad           | kielégítő helyzet     | hiányos demokrácia      |
| Csehország    | szabad                           | többnyire szabad           | kielégítő helyzet     | hiányos demokrácia      |
| Dánia         | szabad                           | többnyire szabad           | kiváló helyzet        | teljes demokrácia       |
| Észtország    | szabad                           | többnyire szabad           | kielégítő helyzet     | hiányos demokrácia      |
| Finnország    | szabad                           | többnyire szabad           | kiváló helyzet        | teljes demokrácia       |
| Franciaország | szabad                           | mérsékelten szabad         | kielégítő helyzet     | hiányos demokrácia      |
| Görögország   | szabad                           | mérsékelten szabad         | észrevehető problémák | hiányos demokrácia      |
| Hollandia     | szabad                           | többnyire szabad           | kiváló helyzet        | teljes demokrácia       |
| Horvátország  | szabad                           | mérsékelten szabad         | észrevehető problémák | hiányos demokrácia      |
| Írország      | szabad                           | szabad                     | kiváló helyzet        | teljes demokrácia       |
| Lengyelország | szabad                           | mérsékelten szabad         | észrevehető problémák | hiányos demokrácia      |
| Lettország    | szabad                           | többnyire szabad           | kielégítő helyzet     | hiányos demokrácia      |
| Liechtenstein | szabad                           | n/a                        | kielégítő helyzet     | n/a                     |
| Litvánia      | szabad                           | többnyire szabad           | kielégítő helyzet     | hiányos demokrácia      |
| Luxemburg     | szabad                           | többnyire szabad           | kielégítő helyzet     | teljes demokrácia       |
| Málta         | szabad                           | többnyire szabad           | észrevehető problémák | hiányos demokrácia      |
| Magyarország  | részben szabad                   | mérsékelten szabad         | észrevehető problémák | hiányos demokrácia      |
| Németország   | szabad                           | többnyire szabad           | kielégítő helyzet     | teljes demokrácia       |
| Olaszország   | szabad                           | mérsékelten szabad         | kielégítő helyzet     | hiányos demokrácia      |
| Portugália    | szabad                           | mérsékelten szabad         | kiváló helyzet        | hiányos demokrácia      |
| Románia       | szabad                           | mérsékelten szabad         | kielégítő helyzet     | hiányos demokrácia      |
| Szlovákia     | szabad                           | mérsékelten szabad         | kielégítő helyzet     | hiányos demokrácia      |
| Szlovénia     | szabad                           | mérsékelten szabad         | kielégítő helyzet     | hiányos demokrácia      |
| Spanyolország | szabad                           | mérsékelten szabad         | kielégítő helyzet     | teljes demokrácia       |
| Svédország    | szabad                           | többnyire szabad           | kiváló helyzet        | teljes demokrácia       |

### 2024-2025-ös adatokkal
AZ EU országai rendezhető táblázatbanː

| Ország / Adat (év és forrás) | Korrupcióérzékelési index (2024)    | Sajtószabadság (2025)               | Demokrácia index (2024) (EIU )      | Demokrácia értékelése (2024) (V-Dem ) |
| ---------------------------- | ----------------------------------- | ----------------------------------- | ----------------------------------- | --- |
| Ausztria                     | 67                                  | 78,1                                | 8,28                                | Képviseleti demokrácia |
| Belgium                      | 69                                  | 80,1                                | 7,64                                | Liberális demokrácia |
| Bulgária                     | 43                                  | 60,78                               | 6,34                                | Képviseleti demokrácia (-) |
| Ciprus                       | 56                                  | 59                                  | 7,38                                | Liberális demokrácia |
| Csehország                   | 56                                  | 83,9                                | 8,08                                | Liberális demokrácia |
| Dánia                        | 90                                  | 86,9                                | 9,28                                | Liberális demokrácia |
| Észtország                   | 77                                  | 89,46                               | 8,13                                | Liberális demokrácia |
| Finnország                   | 88                                  | 87,18                               | 9,3                                 | Liberális demokrácia |
| Franciaország                | 67                                  | 76,62                               | 7,99                                | Liberális demokrácia (-) |
| Görögország                  | 49                                  | 55,37                               | 8,07                                | Képviseleti demokrácia (+) |
| Hollandia                    | 78                                  | 88,6                                | 9                                   | Liberális demokrácia (-) |
| Horvátország                 | 47                                  | 64,2                                | 6,5                                 | Képviseleti demokrácia (-) |
| Írország                     | 77                                  | 86,9                                | 9,19                                | Liberális demokrácia |
| Lengyelország                | 53                                  | 74,8                                | 7,4                                 | Képviseleti demokrácia (-) |
| Lettország                   | 59                                  | 81,82                               | 7,66                                | Liberális demokrácia |
| Litvánia                     | 63                                  | 82,27                               | 7,59                                | Képviseleti demokrácia (+) |
| Luxemburg                    | 81                                  | 83                                  | 8,88                                | Liberális demokrácia |
| Magyarország                 | 41                                  | 62,8                                | 6,5                                 | Választási autokrácia |
| Németország                  | 75                                  | 83,8                                | 8,73                                | Liberális demokrácia |
| Olaszország                  | 54                                  | 68                                  | 7,58                                | Liberális demokrácia (-) |
| Portugália                   | 57                                  | 84,26                               | 8,08                                | Képviseleti demokrácia (+) |
| Románia                      | 46                                  | 66,4                                | 5,99                                | Képviseleti demokrácia |
| Spanyolország                | 56                                  | 77,3                                | 8,13                                | Liberális demokrácia |
| Svédország                   | 80                                  | 88,1                                | 9,39                                | Liberális demokrácia |
| Szlovákia                    | 49                                  | 72,8                                | 7,21                                | Képviseleti demokrácia (-) |
| Szlovénia                    | 60                                  | 74                                  | 7,82                                | Képviseleti demokrácia (+) |
| megjegyzés                   | a legalacsonyabb szám a legrosszabb | a legalacsonyabb szám a legrosszabb | a legalacsonyabb szám a legrosszabb | Az EU-ban egyedül Magyarországot sorolta · a választási autokrácia csoportba. · a (-) jel alacsonyabb minősítést jelez · a (+) jel magasabb minősítést jelez · autokratizálódik · demokratizálódik |

## Népesség

Népsűrűségi térkép (2017)

Az Európai Unió 27 tagállamának összesített lakossága 447 206 000 fő volt a 2020. február 1-i adatok alapján (az Egyesült Királyság kilépése után). Ha egységes államnak vennénk, akkor ezzel a számmal a harmadik legnépesebb országnak számítana. Az Unió lakossága annak ellenére, hogy a Föld szárazföldi területeinek mindössze három százalékát teszi ki, addig a világnépesség 7,3%-ának ad otthont, ezzel pedig az egyik legsűrűbben lakott régió a Földön.
Lakosainak 80%-a városban él a 2003-as adatok szerint. Összesen tizenhat városának népessége haladja meg az egymillió főt, területén pedig a világ bármely más régiójánál több világváros található. A nagyvárosok mellett az Unió területén számos sűrűn lakott régió található, amelyeknek nincsen egyetlen központi városa, hanem több város összekapcsolódásával alakultak ki, és ma összefüggő városi térségeket alkotnak. A legnagyobbak a Rajna-Ruhr városrégió (Köln, Dortmund, Düsseldorf stb.) mintegy 11,5 millió lakossal, a Randstad (Amszterdam, Rotterdam, Hága, Utrecht stb.) mintegy 7 millió lakossal, a Rajna-Majna-vidék (Frankfurt, Wiesbaden stb.) mintegy 5,8 millió lakossal, a Flamand rombusz (Antwerpen, Brüsszel, Leuven és Gent) mintegy 5,5 millió lakossal, a Felső-sziléziai iparvidék (Katowice, Sosnowiec stb.) mintegy 3,5 millió lakossal, valamint az Øresund régió (Koppenhága, Malmö) mintegy 2,5 millió lakossal.

### Népességének változása
Az unió népességének változása. 2020-ra az Egyesült Királyság kiszakadása vezetett nagyobb csökkenéshez. 
| Lakosok száma | 493 987 245 | 495 985 066 | 498 867 771 | 500 204 517 | 500 904 699 | 506 944 075 | 510 181 874 | 511 373 278 | 513 481 690 | 447 706 209 |
|               | 2007        | 2008        | 2010        | 2011        | 2013        | 2014        | 2016        | 2017        | 2019        | 2020        |

### Nyelvek
Az unióban használt számos nyelv és nyelvjárás közül 24 hivatalos és munkanyelv, ezek a következők: angol, bolgár, cseh, dán, észt, finn, francia, görög, holland, horvát, ír, lengyel, lett, litván, magyar, máltai, német, olasz, portugál, román, spanyol, svéd, szlovák és szlovén. Ezeken kívül 5 nyelv rendelkezik félhivatalos státusszal: baszk, galiciai, katalán, skót gael. A legfontosabb dokumentumokat, például a jogszabályokat mind a 24 hivatalos nyelvre lefordítják. Az Európai Parlament dokumentumait és plenáris üléseit is lefordítják ezekre a nyelvekre. A félhivatalos státusszal rendelkező nyelvekre csak a nemzetközi egyezményeket fordítják le, továbbá az EU állampolgárok ezen nyelveken is fordulhatnak az EU intézményekhez. Ezzel szemben a legtöbb EU intézmény belső munkanyelvként csak néhány nyelvet használ, melyek legtöbbször az angol, német és francia. A nyelvpolitika a tagállamok hatásköre, de az uniós intézmények támogatják más nyelvek megtanulását.

#### Legfőbb nyelvek

A népesség hány százaléka beszéli az angolt valamilyen szinten az EU-ban

| Nyelv    | Elsődleges nyelv | Másodlagos nyelv | Összesen |
| -------- | ---------------- | ---------------- | -------- |
| Angol    | 1%               | 43%              | 44%      |
| Német    | 20%              | 16%              | 36%      |
| Francia  | 14%              | 16%              | 29%      |
| Olasz    | 15%              | 3%               | 18%      |
| Spanyol  | 9%               | 8%               | 17%      |
| Lengyel  | 9%               | 1%               | 10%      |
| Román    | 6%               | 0%               | 6%       |
| Holland  | 5%               | 1%               | 6%       |
| Magyar   | 3%               | 0%               | 3%       |
| Portugál | 2%               | 1%               | 3%       |
| Görög    | 2%               | 1%               | 3%       |
| Svéd     | 2%               | 1%               | 3%       |
| Cseh     | 2%               | 1%               | 3%       |
| Bolgár   | 2%               | 0%               | 2%       |
| Szlovák  | 1%               | 1%               | 2%       |
| Dán      | 1%               | 0%               | 1%       |
| Finn     | 1%               | 0%               | 1%       |
| Horvát   | 1%               | 0%               | 1%       |
| Litván   | 1%               | 0%               | 1%       |

## Kultúra
Az Európa kulturális fővárosa címet az Európai Unió ítéli oda egy évre. Ez alatt az idő alatt az adott város lehetőséget kap kulturális életének és kulturális fejlődésének bemutatására. Számos európai város használta fel ezt a címet arra, hogy megújítsa kulturális életét és ismertté tegye magát Európa-szerte.

### Építészet
- Keresztény templomépítészet
- Építészeti stílusok és történet

### Sport
A sport kérdései az Európai Unión belül alapvetően megmaradtak a tagállamok saját hatáskörében, de az Unió kiemelten fontosnak tartja a sportot és annak támogatását. 2007-ben fogadta el az Unió a sportról szóló „fehér könyvet”, ami azon a testmozgással és a sporttal kapcsolatos stratégián alapul, ami ugyanebben az évben a táplálkozás és a túlsúly kapcsán kiadott másik fehér könyvben szerepelt.